# 鼓音橋
鼓音橋是台灣宜蘭縣南澳鄉的一座橋梁，它屬於「台9線蘇花公路山區路段改善計劃」（蘇花改）南澳~和平路段的其中一座橋樑，它穿越鼓音溪，北接7.9公里長的觀音隧道，南接4.6公里長的谷風隧道。鼓音橋長約60公尺，是蘇花改計劃中最短的一座橋梁，台灣第二長公路隧道及省道最長公路隧道的一部分（與觀音隧道、谷風隧道共計)。
因其長度極短，又與兩大長隧道連接，為避免駕駛人在快速光線轉換下造成視覺盲點（眩光)，故將橋樑設計為半封閉式（橋面上安裝鋼構桁架，以遮光罩及隔音罩覆蓋，僅於橋面兩側設置透氣隔柵，增加隧道內空氣品質)。另外，為降低對周遭環境影響，施工單位在谷風隧道內先組裝鋼梁橋身，之後再從谷風隧道口將鋼梁橋身橫跨山谷往北推進，此舉可避免傳統吊裝工法需開闢施工便道及使用大量的施工空間，間接降低工程對周遭環境衝擊。

## 周遭
- 蘇花觀音石
- 谷風隧道
- 觀音隧道
- 新觀音隧道
- 觀音瀑布（鼓音瀑布）